# Dombrot-le-Sec
Dombrot-le-Sec és un municipi francès, situat al departament dels Vosges i a la regió del Gran Est. L'any 2007 tenia 354 habitants.

## Demografia

### Població
El 2007 la població de fet de Dombrot-le-Sec era de 354 persones. Hi havia 149 famílies, de les quals 41 eren unipersonals (19 homes vivint sols i 22 dones vivint soles), 49 parelles sense fills, 52 parelles amb fills i 7 famílies monoparentals amb fills.
La població ha evolucionat segons el següent gràfic:
Habitants censats

### Habitatges
El 2007 hi havia 165 habitatges, 152 eren l'habitatge principal de la família, 4 eren segones residències i 9 estaven desocupats. 147 eren cases i 18 eren apartaments. Dels 152 habitatges principals, 133 estaven ocupats pels seus propietaris, 17 estaven llogats i ocupats pels llogaters i 3 estaven cedits a títol gratuït; 1 tenia dues cambres, 12 en tenien tres, 36 en tenien quatre i 104 en tenien cinc o més. 127 habitatges disposaven pel capbaix d'una plaça de pàrquing. A 58 habitatges hi havia un automòbil i a 82 n'hi havia dos o més.

### Piràmide de població
La piràmide de població per edats i sexe el 2009 era:
| Homes | Edats   | Dones |
| ----- | ------- | ----- |
| 0     | 95 o +  | 0     |
| 0     | 90 a 94 | 4     |
| 0     | 85 a 89 | 4     |
| 4     | 80 a 84 | 0     |
| 4     | 75 a 79 | 4     |
| 8     | 70 a 74 | 4     |
| 4     | 65 a 69 | 12    |
| 16    | 60 a 64 | 8     |
| 20    | 55 a 59 | 8     |
| 8     | 50 a 54 | 16    |
| 20    | 45 a 49 | 20    |
| 12    | 40 a 44 | 12    |
| 8     | 35 a 39 | 12    |
| 16    | 30 a 34 | 4     |
| 4     | 25 a 29 | 12    |
| 16    | 20 a 24 | 0     |
| 16    | 15 a 19 | 8     |
| 12    | 10 a 14 | 4     |
| 0     | 5 a 9   | 20    |
| 0     | 0 a 4   | 4     |

## Economia
El 2007 la població en edat de treballar era de 226 persones, 167 eren actives i 59 eren inactives. De les 167 persones actives 150 estaven ocupades (79 homes i 71 dones) i 17 estaven aturades (6 homes i 11 dones). De les 59 persones inactives 29 estaven jubilades, 10 estaven estudiant i 20 estaven classificades com a «altres inactius».

### Ingressos
El 2009 a Dombrot-le-Sec hi havia 162 unitats fiscals que integraven 385,5 persones, la mediana anual d'ingressos fiscals per persona era de 18.091 €.

### Activitats econòmiques
Dels 10 establiments que hi havia el 2007, 1 era d'una empresa de fabricació d'altres productes industrials, 5 d'empreses de construcció, 1 d'una empresa de comerç i reparació d'automòbils, 1 d'una empresa d'hostatgeria i restauració, 1 d'una empresa financera i 1 d'una empresa de serveis.
Dels 6 establiments de servei als particulars que hi havia el 2009, 2 eren fusteries, 1 lampisteria, 2 electricistes i 1 restaurant.
L'únic establiment comercial que hi havia el 2009 era una botiga d'equipament de la llar.
L'any 2000 a Dombrot-le-Sec hi havia 21 explotacions agrícoles que ocupaven un total de 1.470 hectàrees.

## Equipaments sanitaris i escolars
El 2009 hi havia una escola elemental integrada dins d'un grup escolar amb les comunes properes formant una escola dispersa.

## Poblacions més properes
El següent diagrama mostra les poblacions més properes.